# Wycheproofite
La wycheproofite est une espèce minérale du groupe des phosphates et du sous-groupe des phosphates hydratés sans anions étrangers, de formule NaAlZr(PO4)2(OH)2,H2O, présentant des traces de calcium, de potassium, de fer, de manganèse, de hafnium, de phosphore, de silicium et de fluor.

## Inventeur et étymologie
La wycheproofite a été décrite en 1994 par William D.Birch, Allan Pring, D. J. M.Bevan et Kharisum ; ils lui donnèrent ce nom d'après le nom de sa localité type, à savoir Wycheproof, en Australie.

## Topotype
- Carrière de granite de Wycheproof, Wycheproof, Victoria, Australie[2].
- Les échantillons de référence sont déposés au musée sud australien d'Adélaïde ainsi qu'au musée Victoria de Melbourne, en Australie.

## Cristallographie
- Paramètres de la maille conventionnelle : a = 10,92 Å, b = 10,98 Å, c = 12,47 Å, α = 71,37 °, β = 77,39 °, γ = 87,54 °, Z=6, V=1 382,07 Å3
- Densité calculée = 2,90

## Gîtologie
La wycheproofite se trouve en remplissage des cavités des veines de pegmatites dans les carrières de granite.

### Minéraux associés
- Kosnarite, eosphorite, cyrilovite, schorl.

## Habitus
La wycheproofite se trouve sous forme de cristaux xénomorphes de plusieurs millimètres, en masses compactes.

## Gisements remarquables
La wycheproofite est très rare et ne se trouve aujourd'hui que dans un seul gisement au monde.
- Australie

Carrière de granite de Wycheproof, Wycheproof, Victoria